# Temnothorax affinis
Temnothorax affinis ist in Deutschland eine der häufigsten streng baumlebenden Ameisen. Auf Grund ihrer geringen Größe und der Tatsache, dass sie nahezu ihr ganzes Leben in der Baumkrone verbringt, wird diese Art jedoch oft übersehen.

## Merkmale
Die Arbeiterinnen erreichen eine Größe von 2,3 bis 3,5 mm – die Königinnen werden etwa 3,5 – 4,7 mm und die Männchen: 2,5 bis 3,2 mm. Temnothorax affinis ist die ‚bunteste‘ einheimische Temnothorax-Art. Der Kopf und Fühlerkeulen sind dunkel, der Thorax rötlich-gelb, Gaster braun-gelb quer geringelt, Oberschenkel dunkel und der Rest der Beine hell. Es gibt zahlreiche Verwechslungsmöglichkeiten mit anderen Temnothorax-Arten.
Wie alle Mitglieder der Knotenameisen (Myrmicinae) sind Arbeiterinnen und Königinnen mit einem Giftstachel ausgestattet, dessen Stich unangenehme Schmerzen verursacht, jedoch normalerweise ungefährlich ist. Eventuell besteht ein Allergierisiko.

## Ökologie
T. affinis ist in Deutschland in allen einigermaßen warmen Lebensräumen zu erwarten. Laut Seifert (2007) fehlt sie nur in Schleswig-Holstein und Mecklenburg-Vorpommern und kommt sonst in ganz Deutschland vor. Es ist überall anzunehmen, dass sie wohl oft wegen arboricolen Lebensweise unterschätzt wurde.
T. affinis benötigt ausreichend besonnte Bäume oder Hecken. Dies findet die Art häufig in Streuobstgebieten, gerne nistet sie aber auch in Nussbaum, Kirsche, Eiche, Kiefer oder Brombeere. In den Nestern, die meist weniger als 100 Arbeiterinnen enthalten, findet sich nur eine Königin (monogyne Nester). Auf einem Baum kann es mehrere Nester geben, so kann es z. B. auf einer 15 Meter hoher Eiche bis zu 100 Nester geben.
Die Ameisen schwärmen im Juli bis August und die Nestgründung erfolgt claustral in toten Zweigen oder unter Borke auf Bäumen. T.affinis ernährt sich stark zoophag. Zusätzlich wird auch abgespritzter Honigtau aufgenommen.
Die Art ist wenig aggressiv und daher untergeordnet in der Dominanzhierarchie. Sie kommt aber auch auf von anderen Ameisen belaufenen Bäumen vor, indem Konfrontationen vermieden werden. Arbeiterinnen legen individual-spezifische Duftspuren, Spuren also, die wie ein Faden nur das Individuum wieder ins Nest oder zum Zielort führt, das selbst die Spur gelegt hat. T. affinis kann Wirtsart für die Sklaven haltende Myrmoxenus ravouxi sein, die dann ebenfalls auf Bäumen lebt.

## Synonyme
Früher wurde Temnothorax affinis als Leptothorax affinis bezeichnet, gehört jetzt aber in die Gattung Temnothorax.